# Sucesión de poder en China

Emblema del Partido Comunista de China.

La sucesión del poder en China tiene lugar en el contexto de un sistema de partido único. A pesar de la garantía de sufragio universal en la constitución, el nombramiento del Líder Supremo está en gran parte en manos de su predecesor y de las poderosas facciones que controlan el Comité Central del Partido Comunista de China. El nombramiento del líder se produce después de dos mandatos de cinco años de conformidad con la Constitución de la República Popular China.

## Estructura de poder
Es generalmente aceptado que el líder supremo de China ostenta estos tres títulos oficiales:
- Secretario General del Partido Comunista de China - Jefe del Partido de Gobierno
- Presidente de la República Popular China - Jefe de Estado nominal
- Presidente de la Comisión Militar Central - Comandante en Jefe de las Fuerzas Armadas ( Ejército Popular de Liberación )

En el pasado, era posible que el Líder Supremo ejerciera un poder absoluto sin ocupar ninguno de los cargos más altos. Este fue el caso de Deng Xiaoping, quien fue el líder indiscutible de 1978 a 1992 sin ocupar ninguno de los cargos más altos del partido y el estado. Desde su retiro, el poder se ha vuelto más estructurado con el líder ocupando los tres cargos mencionados anteriormente.

## Historia
El concepto de Líder Paramount se instituyó durante la era de Mao Zedong. El puesto se estableció aún más bajo Deng Xiaoping, sin embargo, el término Líder supremo no se ha atribuido oficialmente a ningún otro líder. Desde la jubilación de Deng Xiaoping en 1992, el poder político en China ha estado en manos de los miembros del Comité Permanente del Politburó del Partido Comunista de China. El Secretario General puede describirse mejor como primus inter pares, el primero entre iguales. Debido a que los procedimientos de este organismo se consideran un secreto de estado, el funcionamiento interno del Politburó no se hace público. Sin embargo, está claro que la toma de decisiones se ha vuelto impulsada por el consenso y que ninguna figura puede seguir actuando unilateralmente como en los días de Mao Zedong y Deng Xiaoping.

## Mecanismo constitucional
El poder constitucional en la República Popular China está en manos del Comité Central del Partido Comunista Chino (CCCPC). Aunque este grupo de aproximadamente 300 miembros no tiene el poder de la misma manera que un cuerpo legislativo tradicional, los funcionarios más importantes y superiores del gobierno chino son todos miembros.
Dentro del CCCPC está el Politburó del Partido Comunista de China. Este organismo es un grupo de 25 personas (actualmente 24 hombres y una mujer) que gobiernan el Partido Comunista de China (PCCh). En teoría, el Politburó es elegido por el Comité Central; sin embargo, en la práctica, cualquier miembro nuevo del Politburó es elegido por los miembros actuales. Los miembros del Politburó ocupan posiciones en el gobierno nacional de China y posiciones de poder regionales simultáneamente, consolidando así el poder del PCCh.
En el caso de decisiones políticas clave, los temas se abordan en el Politburó, que luego determina las acciones que debe tomar el gobierno nacional y local. La dirección de la política para todo el país está en manos de estas 25 personas que se reúnen una vez al mes. La admisión al Politburó es extremadamente difícil. Los miembros actuales ejercen un control estricto sobre el cuerpo y examinan cuidadosamente a los miembros potenciales para mantener el equilibrio de poder. Las buenas relaciones políticas dentro del Politburó son esenciales para la admisión en el grupo. Todos los miembros del Politburó son elegidos por períodos de cinco años.
El poder dentro del Politburó se concentra aún más en el Comité Permanente del Politburó del Partido Comunista de China. Este grupo de siete miembros se reúne semanalmente y está dirigido por el Secretario General.
XIX Comité Permanente del Politburó Ordenado en el ranking de puestos políticos
1. Xi Jinping
2. Li Keqiang
3. Li Zhanshu
4. Wang Yang
5. Wang Huning
6. Zhao Leji
7. Han Zheng

La elección del liderazgo ejecutivo en la República Popular China se realiza a través de un proceso que puede describirse mejor como una elección indirecta. En este sistema, solo un candidato se presenta a la elección de un puesto determinado. Aunque no se permite que otros candidatos se postulen formalmente, sí se permiten candidatos por escrito. En 2013, cuando el XII Congreso Nacional Popular eligió a Xi Jinping como presidente, 2952 miembros votaron a favor y uno en contra, con 3abstenciones. De manera similar, en las elecciones de 2008, Hu Jintao, entonces secretario general, presidente y presidente de la Comisión Militar Central, fue reelegido por tierra. De los 2985 miembros del XI Congreso Nacional del Pueblo, solo 3 votaron en contra de Hu Jintao y otros 5 se abstuvieron.

## Mecanismo práctico
En términos prácticos, el Congreso Nacional da un sello de goma a una decisión tomada por el Politburó y el Comité Permanente. La transición de liderazgo puede llevar varios meses. Por ejemplo, cuando Hu Jintao tomó el poder de Jiang Zemin, la transición de poder se prolongó durante casi dos años. A continuación se enumeran las fechas en las que Hu fue designado para cada cargo.
- Secretario General del Partido Comunista de China (noviembre de 2002)
- Presidente de la República Popular China (marzo de 2003)
- Presidente de la Comisión Militar Central (septiembre de 2004)

Por lo general, el cargo de Presidente de la Comisión Militar Central es el último cargo entregado por el líder anterior, con el fin de asegurar la influencia política y asegurar la continuidad política.

## Transición más reciente
Las citas en oficinas clave son el mejor indicador de quién será el próximo líder. Muchos consideran que el cargo de vicepresidente de la Comisión Militar Central (CMC) es la última parada antes de convertirse en líder de China. El nombramiento para este cargo es tan crucial que cuando Xi Jinping, el actual secretario general, no logró ocupar este cargo en la 4.ª sesión plenaria en 2009, muchos analistas sugirieron que había caído en desgracia y que no sería el próximo líder de la República Popular China. Su nombramiento final como vicepresidente de la CMC fue visto como una prueba de que había comenzado a consolidar su poder y finalmente sucedería a Hu Jintao cuando su mandato expirara en 2012 en el 18.º congreso del partido.
En ausencia de un proceso electoral transparente, el nombramiento para puestos clave es la única forma de predecir el liderazgo futuro en la República Popular China. Observe en la tabla a continuación, el camino que siguió Xi Jinping desde un funcionario del partido de bajo nivel a la edad de 30 años hasta su posición actual de líder del país más grande del mundo.
Posiciones políticas y militares correspondientes de Xi Jinping, 1983-2007
| Años      | Posición política | Posición militar |
| --------- | --- | --- |
| 1983-1985 | Primer secretario, condado de Zhengding, comité del partido de la provincia de Hebei | Primer comisario político y primer secretario del comité del Partido del Departamento de las Fuerzas Armadas del Pueblo del condado de Zhengding, provincia de Hebei |
| 1988-1990 | Secretario del Comité de la Prefectura de Ningde del PCCh, provincia de Fujian | Primer secretario del comité del Partido del Comando de Área Submilitar de Ningde |
| 1990-93   | Secretario del Comité Municipal de Fuzhou del PCCh y presidente del Comité Permanente de la Asamblea Popular Municipal de Fuzhou                                                          | Primer secretario del comité del Partido del Comando del Área Submilitar de Fuzhou |
| 1995-96   | Vicesecretario del Comité Provincial de Fujian del PCCh, secretario del Comité Municipal de Fuzhou del PCCh y presidente del Comité Permanente de la Asamblea Popular Municipal de Fuzhou | Primer secretario del comité del Partido del Comando del Área Submilitar de Fuzhou |
| 1996-99   | Vicesecretario del Comité Provincial de Fujian del PCCh | Primer comisario político de la división de reserva de artillería antiaérea del Comando del Área Militar Provincial de Fujian |
| 1999-2000 | Vicesecretario del Comité Provincial de Fujian del PCCh y gobernador interino de la provincia de Fujian                                                                                   | Subdirector de la comisión para la movilización de la defensa nacional del Comando del Área Militar de Nankín, director de la comisión provincial de Fujian para la movilización de la defensa nacional, primer comisario político de la división de reserva de artillería antiaérea del Comando del Área Militar Provincial de Fujian |
| 2000-02   | Vicesecretario del Comité Provincial de Fujian del PCCh y gobernador de la provincia de Fujian                                                                                            | Subdirector de la comisión para la movilización de la defensa nacional del Comando del Área Militar de Nankín, director de la comisión provincial de Fujian para la movilización de la defensa nacional, primer comisario político de la división de reserva de artillería antiaérea del Comando del Área Militar Provincial de Fujian |
| 2002      | Vicesecretario del Comité Provincial de Zhejiang del PCCh y gobernador interino de la provincia de Zhejiang                                                                               | Vicedirector de la comisión para la movilización de la defensa nacional del Comando del Área Militar de Nankín, director de la comisión provincial de Zhejiang para la movilización de la defensa nacional |
| 2002-03   | Secretario del Comité Provincial de Zhejiang del PCCh y gobernador interino de la provincia de Zhejiang                                                                                   | Primer secretario del comité del Partido del Comando del Área Militar Provincial de Zhejiang, subdirector de la comisión para la movilización de defensa nacional del Comando del Área Militar de Nankín, director de la comisión provincial de Zhejiang para la movilización de la defensa nacional                                   |
| 2003-07   | Secretario del Comité Provincial de Zhejiang del PCCh y presidente del Comité Permanente de la Asamblea Popular Provincial de Zhejiang                                                    | Primer secretario del comité del Partido del Comando del Área Militar Provincial de Zhejiang |
| 2003-07   | Secretario del Comité Municipal de Shanghái del PCCh | Primer secretario del comité del partido de la guarnición de Shanghái |

Mientras el gobierno de la república popular mantenga el secreto sobre el funcionamiento interno del Politburó, el comportamiento pasado seguirá siendo la herramienta más eficaz para predecir futuros nombramientos. En este contexto, el nombramiento de un candidato para cargos clave sigue siendo el mejor indicador de su función futura. Por ejemplo, el nombramiento de Xi Jinping como vicepresidente de la Comisión Militar Central del Partido Comunista de China indicó con una razonable confianza que él sería el próximo líder de la República Popular China.